# Соник 3 в кино
«Со́ник 3 в кино́» (англ. Sonic the Hedgehog 3) — американский приключенческий комедийный экшен-фильм, основанный на серии видеоигр Sonic the Hedgehog от компании Sega, третий полнометражный фильм в киносерии. Режиссёр — Джефф Фаулер, сценаристы — Пэт Кейси, Джош Миллер и Джон Уиттингтон. К своим ролям из предыдущих частей вернулись Джим Керри, Бен Шварц, Коллин О’Шонесси, Джеймс Марсден, Тика Самптер и Идрис Эльба; к актёрскому составу присоединился Киану Ривз. По сюжету Соник, Тейлз и Наклз противостоят ежу Шэдоу, который вместе с безумным учёным Айво Роботником и его дедом Джеральдом планирует отомстить человечеству.
«Соник 3 в кино» был анонсирован в феврале 2022 года, ещё до премьеры фильма «Соник 2 в кино» (2022), на мероприятии для инвесторов ViacomCBS. Съёмки сцен с участием анимационных персонажей начались в июле 2023 года в Суррее, Англия, а сцены с живыми актёрами начали снимать лишь в ноябре в связи с забастовкой SAG-AFTRA. Съёмки были завершены в марте 2024 года. Сюжет картины основан на играх Sonic Adventure 2 (2001) и Shadow the Hedgehog (2005). Ривз получил роль Шэдоу, поскольку Фаулер заметил параллели между игрой актёра в фильмах серии «Джон Уик» и своим видением персонажа.
Премьера фильма «Соник 3 в кино» состоялась 10 декабря 2024 года в кинотеатре Empire Leicester Square в Лондоне, а 20 декабря Paramount Pictures выпустила его в американский прокат. Проект получил преимущественно положительные отзывы, в которых похвалы удостоилась актёрская игра Керри и Ривза, и собрал в мировом прокате 486 млн $ при бюджете в 122 млн $, став самым кассовым фильмом франшизы, а также заняв десятое место среди самых кассовых картин 2024 года и второе место в списке самых кассовых экранизаций видеоигр. Продолжение выйдет в прокат в марте 2027 года.

## Сюжет
В 1974 году в штате Оклахома падает метеорит, внутри которого находится инопланетный ёж Шэдоу и который тут же забирают ВС США. Профессор Джеральд Роботник изучает способности Шэдоу в исследовательском центре организации «Герои на охране Нации» (ГОН) под надзором капитана Уолтерса; Шэдоу же заводит тесную дружбу с Марией, внучкой Джеральда. Однажды ночью Джеральд, Мария и Шэдоу пытаются сбежать, чтобы не дать военным заполучить ежа, но происходит взрыв и Мария погибает. Уолтерс закрывает исследовательский центр, Джеральда отправляет за решётку, а Шэдоу — в анабиоз.
Проходит пятьдесят лет. Неизвестный взламывает систему безопасности ГОН в тюрьме у побережья Японии, позволяя Шэдоу сбежать. В городе Грин-Хиллз, штат Монтана, Соник празднует годовщину своего прибытия на Землю вместе с Тейлзом, Наклзом и своими приёмными родителями Томом и Мэдди Ваковски. Прибывает директор ГОН по фамилии Рокуэлл, которая забирает Соника, Тейлза и Наклза (которые называют себя «Командой Соника»), чтобы те отправились в Токио и разобрались с Шэдоу. Однако тот с лёгкостью побеждает всех троих в бою и сбегает.
Команда Соника встречается с командиром Уолтерсом, который рассказывает друзьям о прошлом Шэдоу. Внезапно на них нападают дроны доктора Айво Роботника, которые смертельно ранят Уолтерса; тот перед смертью успевает отдать Сонику ключ-карту. Рокуэлл замечает отсутствие ключ-карты и решает, что команда Соника теперь их враг, в то время как те решают искать Шэдоу без помощи ГОН. Они встречают помощника Айво агента Стоуна, который отрицает, что тот причастен к атаке; друзья нехотя заключают с Айво союз и отслеживают украденных дронов до заброшенной базы ГОН.
Айво встречает Джеральда, своего давно потерянного деда и гения, ответственного за побег Шэдоу и кражу дронов, в то время как Шэдоу ловит остальных. Джеральд объясняет, что ему нужны две ключ-карты для активации пушки «Затмение» (англ. Eclipse Cannon), разработанного им по заказу ГОН орбитального лазерного космического оружия, способного уничтожить любую точку Земли. По словам Джеральда, он собирается использовать оружие, чтобы уничтожить штаб-квартиру ГОН в Лондоне, дабы отомстить за смерть Марии; Айво соглашается объединиться. Шэдоу забирает у Тейлза ключ-карту и покидает базу вместе с Роботниками и Стоуном, перед уходом оставив миниатюрную чёрную дыру, которая всё уничтожает.
Команда Соника сбегает, создав портал с помощью кольца, после чего поручает Тому и Мэдди выкрасть из штаб-квартиры ГОН вторую ключ-карту. Тому удаётся это сделать, но Шэдоу тяжело ранит его и забирает ключ-карту себе, позволяя Роботникам активировать пушку «Затмение». Разъяренный тем, что Шэдоу чуть не убил Тома, Соник бросает Тейлза и Наклза и крадет Мастер Изумруд, превращаясь в Супер Соника с помощью Изумрудов Хаоса. Соник вступает в битву с Шэдоу, который также поглощает энергию Изумрудов Хаоса, превращаясь в Супер Шэдоу. Соник почти побеждает Шэдоу, но понимает, что зашёл слишком далеко и поддался желанию мести. Соник рассказывает Шэдоу о том, как потерял свою опекуншу, сову Длинный Коготь, а также о том, что любовь к тем, кого они потеряли, намного важнее мести. Шэдоу передумывает и решает помочь Сонику остановить пушку.
На борту пушки «Затмение» Джеральд признаётся, что на самом деле ради мести за смерть Марии он хочет уничтожить Землю. Ошеломлённый, Айво пытается остановить запуск, поскольку сам он хочет захватить Землю, а не уничтожить её, однако Джеральд уничтожает командную консоль станции. С помощью Тейлза и Наклза Айво кидает Джеральда в реактор, где тот погибает. Пока Соник и Шэдоу удерживают луч, Айво, Тейлз и Наклз отводят его от Земли, случайно срезая часть Луны в процессе. Когда ядро пушки начинает плавиться, Айво и Шэдоу жертвуют собой, чтобы увести орудие с земной орбиты, после чего оно взрывается; перед смертью Айво успевает выйти в эфир и попрощаться со Стоуном, признав его своим единственным другом. Пытаясь удержать луч, Соник теряет сознание вместе с силами и падает на Землю. Тейлз и Наклз спасают его, открыв портал в Грин-Хиллз. Соник мирится с друзьями, а Том восстанавливается после травм.
В первой сцене после титров показано, как во время гонки с Тейлзом и Наклзом Соник заблудился в лесу, где на него напала армия роботизированных версий его самого, от которых его спасла розовая ежиха Эми Роуз. Во второй сцене после титров показывается как на Земле появляется Шэдоу, выживший после уничтожения пушки «Затмение».

## В ролях

### Актёры озвучки
- Бен Шварц — ёж Соник: антропоморфный синий ёж, способный бегать со сверхзвуковой скоростью, лидер команды Соника[12]. Овладевая Изумрудами Хаоса, Соник может превращаться в Супер Соника.
- Киану Ривз — ёж Шэдоу: антропоморфный чёрно-красный полосатый ёж, основной результат секретного правительственного проекта «Тень»[13]. Персонаж пережил трагедию и теперь жаждет мести[14]. По словам Фаулера, как только они с Ривзом встретились, он понял, что актёр «очень хорошо выполнил свою домашнюю работу» и что он хотел создать образ персонажа, который понравится поклонникам[15].
- Коллин О’Шонесси — Майлз «Тейлз» Прауэр: антропоморфный жёлто-рыжий лис, который может летать на своих двух хвостах. Тейлз — скромный гений, изобретающий различные гаджеты, способные изменять облик и отключать охранные системы[12].
- Идрис Эльба — Наклз: антропоморфная красная ехидна, обладающая сверхсилой. Серьёзный, агрессивный и вспыльчивый, но очень честный. Обладает техникой «Пламя катастрофы» (англ. the Flames of Disaster), которая позволяет его кулакам превращаться в пламя[12].

### Актёрский состав
- Джим Керри:
  - Доктор Айво Роботник — безумный ученый и заклятый враг Соника, часто называющего доктора «Эггманом»[12].
  - Профессор Джеральд Роботник — дед Айво и глава проекта «Тень»[16][17]. По словам Керри, основное различие между Джеральдом и Айво в том, что Джеральд — представитель старшего, более жёсткого поколения, суровый и неприятный[18].
- Джеймс Марсден — Том Ваковски: приемный отец Соника, Тейлза и Наклза, шериф из города Грин-Хиллз, штат Монтана[12].
- Тика Самптер — Мэдди Ваковски: жена Тома, приемная мать Соника, Тейлза и Наклза и ветеринар из Грин-Хиллз[12].
- Ли Мадждуб[англ.] — агент Стоун: помощник Айво Роботника[12].
- Кристен Риттер — Директор Рокуэлл: высокопоставленный офицер организации «Герои на охране Нации» (ГОН)[19].
- Наташа Ротуэлл — Рэйчел: сестра Мэдди, свояченница Тома и жена Рэндалла, под которую Мэдди маскируется, чтобы проникнуть в штаб-квартиру ГОН[20].
- Шемар Мур — Рэндалл Хэндел: муж Рэйчел и агент ГОН, под видом которого Том пытается проникнуть в штаб-квартиру ГОН[20].
- Адам Палли — Уэйд Уиппл: заместитель шерифа в Грин-Хиллз, который охраняет Мастер Изумруд[21].
- Элайла Браун — Мария Роботник[22]: внучка Джеральда, подружившаяся с Шэдоу, пока тот находился в лаборатории[23][24].
- Том Батлер[англ.] — Командир Уолтерс: бывший вице-председатель Объединённого комитета начальников штабов, а ныне глава ГОН[12].
  - Джеймс Волк — молодой командир Уолтерс, участвующий в событиях проекта «Тень» 1974 года.
- Йорма Такконе — Кайл Лэнсботтом: агент ГОН на Тюремном острове, который присматривает за спящим Шедоу.

София Пернас и Кристо Фернандес сыграли персонажей теленовеллы «La Última Pasión», которую смотрит Айво. В сцене между титрами появляются группа Метал Соников и Эми Роуз без слов.

## Производство

### Разработка
В марте 2020 года Джеймс Марсден рассказал о том, что подписал контракт на несколько продолжений фильма «Соник в кино» (2020). В феврале 2022 года, ещё до премьеры фильма «Соник 2 в кино» (2022), Sega Sammy Group и Paramount Pictures вели разработку третьего фильма серии. Проект был официально объявлен во время слёта инвесторов ViacomCBS. Джефф Фаулер вернулся в режиссёрское кресло, а продюсерами вновь стали Нил Х. Мориц, Тоби Ашер, Тору Накахара и Хитоси Окуно. Исполнительные продюсеры проекта — Харуки Сатоми, Сюдзи Уцуми, Юкио Сугино, Фаулер, Томми Гормли и Тим Миллер. Пэт Кейси, Джош Миллер и Джон Уиттингтон написали сценарий, первые двое также указаны в титрах как авторы сюжета. Пол Гринберг и Орен Узил, не указанные в титрах в самом фильме, стали «авторами дополнительного литературного материала». Параллельно с триквелом велась работа над сериалом «Наклз» для стримингового сервиса Paramount+.
В апреле 2022 года Джим Керри, исполнитель роли доктора Роботника, объявил, что хочет взять перерыв в актёрской карьере. После этого Мориц и Ашер заявили, что, если Керри действительно выйдёт на пенсию, другой актёр Роботника играть не будет. Тем не менее продюсеры выразили надежду на то, что у триквела будет достаточно качественный сценарий, чтобы убедить Керри вернуться к роли. «Если, конечно, вдруг ангелы принесут какой-то сценарий, написанный золотыми чернилами, и я пойму, что людям очень важно это увидеть, то, может, я вернусь», — прокомментировал Керри своё возможное возвращение.

### Подбор актёров
В феврале 2024 года издание Variety подтвердило, что Керри вернётся к своей роли. «Я вернулся в эту вселенную, прежде всего, потому что играю гения, коим его назвать можно с натяжкой. Да и, как бы это сказать… если честно, я много всего накупил, и теперь мне нужны деньги», — объяснил актёр своё решение сняться в фильме. Принимая во внимания слова Керри о сценарии, написанном золотыми чернилами, Фаулер распечатал его с текстом цвета 24-каратного золота. По словам режиссёра, это обошлось ему в 100 000 $.
15 апреля 2024 года появилась информация о том, что Шэдоу озвучит Киану Ривз. По словам Фаулера, он увидел «явные параллели» между игрой Ривза в серии фильмов «Джон Уик» и «той волной, на которую мы пытаемся настроиться»; эти фильмы стали «идеальными, пусть и нетрадиционными, „пробами“ на роль». Миллер заявил, что во время написания сценария создатели представляли в сценах с Шэдоу голос Ривза, и обратились к нему в период обсуждения кастинга с Фаулером и Ашером; это отличало работу над триквелом от создания моментов с Наклзом для предыдущего фильма, поскольку Идриса Эльбу в данной роли видели далеко не все поклонники, а представление о голосе у создателей было универсальным.
Кроме того, IGN подтвердил, что Марсден, Бен Шварц, Тика Самптер, Коллин О’Шонесси, Эльба, Ли Мадждуб и Том Батлер повторят свои роли из предыдущих фильмов. Актёрский состав пополнили Кристен Риттер, Элайла Браун, Джеймс Волк, София Пернас, Кристо Фернандес и Йорма Такконе; Такконе ранее снял один из эпизодов «Наклза». 16 февраля стало известно, что Браун сыграла Марию.

### Написание сценария
По словам Фаулера, при написании двойной роли Джеральда и Айво для Керри сценаристы поначалу пытались сосредоточиться на параллелях между персонажами, «не только на лысинах и пышных усах, но и на их поведении и мировоззрении»; после они поняли, что им надо «создать правильный конфликт». Кейси рассказывал, что Керри нравилась идея сюжета, в котором «токсичность» Джеральда влияет на Айво, из-за чего тот «откатывается до состояния маленького ребёнка», и что «боль», которую по фильму пережил Айво, делает историю более эмоциональной. Свою роль в написании сценария для Керри Миллер описывал как создание «арены, где тот сможет паясничать и предлагать свои идеи»; большую часть юмора, связанного с этими персонажами, актёр предложил сам.
Кейси с Миллером хотели включить в сценарий реплику «оружие, много оружия» для Шэдоу, дабы отдать дань уважения Ривзу, игравшему двух персонажей, уже произносивших такую фразу (Джона Уика и Нео из фильма «Матрица»); они в конечном счёте отказались от этой идеи, решив сделать отсылку на другой фильм с Ривзом, «Скорость» (1994). Хореография финальной схватки Соника и Шэдоу повторяет хореографию боя Нео и Агента Смита в финале «Матрицы». Фаулер считал, что мир фильма не стал «напряжённым» с появлением Шэдоу, но тем не менее, персонаж привнёс свой «чуть более волнительный и чуть более опасный» настрой. Режиссёр был осведомлён о наличии у Шэдоу огнестрельного оружия и мотоцикла в его сольной игре и пообещал «с уважением отнестись к ожиданиям фанатов и причинам, по которым персонажа любят»; он добавил, что создатели фильма «понимают, какие нынче времена и как правильно использовать подобные образы в семейном кино». Фаулер ранее работал одним из аниматоров игры о Шэдоу, и для него было честью перенести персонажа на большой экран.
«Соник 3 в кино» вдохновлён такими играми, как Sonic Adventure 2 (2001) и Shadow the Hedgehog (2005). Помимо прочего, из Sonic Adventure 2 позаимствованы существа чао. По сюжету это маскоты тематического ресторана «Сад чао» в Токио, где происходит первое столкновение команды Соника с Шэдоу. Фаулеру показалось вероятным использование подобных персонажей как в рекламных целях, так и в качестве сюжетного хода, когда команде Соника было бы необходимо где-нибудь перегруппироваться и обсудить происходящие в ленте события. По словам Миллера, основными сложностями адаптации сюжетных элементов Sonic Adventure 2 стали сохранение баланса между мрачным тоном истории и требованием создать семейный фильм, а также обеспечение их соответствия временному промежутку, в котором происходят действия фильмов. Кейси привёл два очевидных примера: идея жизни Джеральда, Марии и Шэдоу на космической станции АРК, как в играх, неуместна в сеттинге 1970-х годов, да и линия смертельной болезни Марии фильму также не нужна.

### Съёмки и озвучивание
Вторая группа приступила к съёмкам в середине июля 2023 года в Фарнеме, Суррей, Англия. В связи с забастовкой SAG-AFTRA снимались лишь сцены с анимационными персонажами, без живых актёров. Изначально съёмочный период должен был начаться 31 августа 2023 года в Лондоне, но дата была перенесена на сентябрь. Съёмки с участием актёров стартовали 29 ноября 2023 года, о чём создатели сообщили, опубликовав в соцсетях изображение статуи Шэдоу. Оператором снова стал Брэндон Трост, а художником-постановщиком — Люк Фриборн. Шварц приступил к озвучке своего персонажа в середине февраля. Марсден заявил, что съёмки завершились 14 марта 2024 года, а Фаулер сообщил о завершении съёмок 29 марта.
По словам Фаулера, предложив Керри сыграть не только Айво Роботника, но и его деда Джеральда, он был «абсолютно серьёзен». Каждый раз перед съёмками Керри гримировали по три часа, готовя к роли Джеральда. Актёр также участвовал в работе над протезами, которые он носил. Пока Керри играл одну из двух своих ролей, вторую отыгрывал дублёр Брендан Мёрфи. Во время съёмок Керри каждый раз рассказывал Мёрфи, как он будет играть второго персонажа, что, по словам дублёра, было «очень сложно с технической точки зрения», особенно с учётом взаимодействия с заранее записанными репликами другого персонажа.
Фаулер рассказывал, что во время озвучки Ривз «произносил много разных версий своих реплик и мог так делать часами». Режиссёр отметил, что актёр «не просто пришёл и зачитал сценарий в микрофон», а понял видение создателей и внёс свой вклад в эту версию Шэдоу; на первую встречу с создателями фильма Ривз пришёл с заранее подготовленными вопросами, чтобы понять, какого персонажа они хотят видеть. По словам супервайзера анимации Клема Ипа, сдержанный и серьёзный голос Ривза повлиял на анимацию персонажа. Во время съёмок сцен с участием Браун и Шэдоу кукловоды, следившие за расположением статуи, по собственному желанию добавляли в фильм некоторые реплики. В нескольких экшен-сценах с участием Шэдоу Фаулер отдал дань уважения игре 2005 года.

### Постпродакшн и визуальные эффекты
Чтобы сократить расходы, продюсеры собрали собственную команду аниматоров для работы над «Соником 3 в кино» и «Наклзом». Супервайзером анимации стал Клем Ип, а за монтаж фильма отвечал Эл Левин. За графику отвечало шесть студий: Rising Sun Pictures, Rodeo FX, Industrial Light & Magic, Fin, Marza Animation Planet и команда, собранная Paramount. Разделение работы между шестью студиями помогло значительно ускорить процесс.
По словам Ашера, штат аниматоров «внёс свой вклад в доступные ассеты и […] своими силами их проработал», а после отдал на аутсорс другим компаниям; это отличало процесс от работы над предыдущими фильмами, когда «студии сами отвечали за риггинг моделей». Благодаря владению ассетами, аниматоры смогли сосредоточиться на «Сонике 3 в кино» и «Наклзе», а производство «стоило дешевле и продвигалось быстрее». «Если есть несколько студий, то есть и несколько команд, которые нужно подключить к работе, поэтому с самого начала придётся ещё немного попотеть. Но как только всё останется позади и работу будут выполнять другие люди, появится возможность, оглянувшись назад, сказать: „Было бы неплохо что-то улучшить в этом месте или в каком-то ином“», — сказал Фаулер. Режиссёр назвал критически важной визуальную преемственность между проектами.

## Музыкальное сопровождение
Том Холкенборг, написавший музыку к первым двум фильмам о Сонике, вернулся для создания саундтрека к «Сонику 3 в кино» и завершил работу к июлю 2024 года. В декабре 2023 года вокалист группы Crush 40 Джонни Джиоэли рассказал, что создатели хотят включить в фильм «Live & Learn», заглавную тему Sonic Adventure 2, а в феврале подтвердил, что композиция прозвучит в картине. 21 ноября 2024 года Jelly Roll выпустил сингл «Run It», звучащий в финальных титрах. Также в фильме звучит песня «Neon» японской рок-группы One Ok Rock, принимавшей участие в создании саундтрека к игре Sonic Frontiers (2022). Лейбл Milan Records выпустил саундтрек-альбом 20 декабря 2024 года.

## Премьера

### Кинопрокат
Премьерные показы «Соника 3 в кино» состоялись 10 декабря 2024 года в кинотеатре Empire Leicester Square в Лондоне и 16 декабря в Китайском театре TCL в Лос-Анджелесе. Paramount Pictures выпустила фильм в прокат США 20 декабря 2024 года. Ранее на эту дату был запланирован выход мультфильма «Смурфики в кино» (2025). 19 декабря Paramount организовала фанатское мероприятие с предварительными показами фильма в премиальных форматах. В кинотеатрах СНГ премьера состоялась 26 декабря.

### Рекламная кампания
В апреле 2024 года Paramount представила первые кадры из проекта на выставке CinemaCon. В отрывке более грузный Роботник сетует на своё нынешнее состояние, прежде чем агент Стоун сообщает, что «они нашли его», а Соник, Тейлз и Наклз сражаются с молчаливым Шэдоу. В июле в Сети появилась информация о тематическом ведре для попкорна и фигурках от компании Jakks Pacific. 25 августа официальный аккаунт фильма в соцсети TikTok опубликовал первый официальный тизер с участием Киану Ривза в роли Шэдоу с отсылкой на упоминание актёра в первой части и подписью «foreSHADOWing». В то же время изображения персонажей фильма стали появляться на зданиях по всему миру в рамках продвижения первого трейлера, который вышел 27 августа одновременно с тизер-постером. Самой яркой чертой трейлера обозреватели называли героя Ривза. IGN написал, что «Киану Ривз здесь в своём репертуаре», а Vulture сравнил мрачный и мстительный образ Шэдоу с главным героем «Джона Уика». Журналистка The Verge Эш Пэрриш нашла голос Ривза приятным, а также обратила внимание на появление Марии, поинтересовавшись, какой будет её судьба в фильме.
В премьерный уик-энд мультфильма «Трансформеры: Начало» первые триста посетителей избранных кинотеатров могли получить постеры с Шэдоу, часть из которых была подписана Ривзом. В честь Хэллоуина в соцсетях Paramount был опубликован десятисекундный отрывок, в котором Шэдоу говорит «бу» (англ. boo). 4 ноября сервис Fandango представил изображение Шэдоу. 18 ноября был опубликован новый постер, на котором персонаж находится в самом верху над Роботниками и главными героями, а также внизу, где едет на своём мотоцикле Dark Rider. Компания также прислала СМИ картриджи для консоли Sega Genesis, на которых содержались постеры и реплики персонажей, а также мини-игра, в которой можно было узнать дату выхода второго трейлера; для этого надо было ввести чит-код из игры Sonic the Hedgehog 3 (1994): ↑ ↑ ↓ ↓ ↑ ↑ ↑ ↑. Трейлер вышел 25 ноября. Особое внимание обратили на сцену, в которой Шэдоу держит в руках пистолет, учитывая значимость огнестрельного оружия в игре Shadow the Hedgehog и последующий отказ Sega от него; а также на момент, когда маленькая девочка принимает Тейлза за Пикачу, персонажа франшизы «Покемон». После выхода трейлера популярность в соцсетях стали набирать фразы «HE HAS A GUN» (с англ. — «У него ствол») и «HE PISSED ON THE MOON» (с англ. — «Он помочился на Луну»). Последняя из них является отсылкой к популярному веб-сериалу SnapCube’s Real Time Fandub, автор которого создаёт пародийные озвучки катсцен игр о Сонике.
К октябрю Jakks Pacific выпустила свои игрушки по фильму. Reebok выпустил тематическую линейку кроссовок, а вместе с обедами «Хэппи Мил» в McDonald’s будут продаваться тематические игрушки с персонажами. Сеть кинотеатров AMC Theatres представила ведро для попкорна в виде головы Соника и коллекционный набор из стакана, топпера и маски. 11 декабря Paramount представила ещё несколько постеров, пародирующих известные рождественские фильмы. Также компания разыграла между зрителями свитер с изображением «стрёмного Соника» из первого трейлера первого фильма. 11 декабря 2024 года вышел короткометражный стоп-моушен-мультфильм под названием «Очень Сониковское Рождество» (англ. A Very Sonic Christmas); в нём Шварц, Эльба, О’Шонесси и Ривз снова озвучили своих персонажей, а Адам Палли озвучил Санта-Клауса. В октябре 2024 года, в преддверии выхода фильма, состоялся релиз игры Shadow Generations. По словам главы Sonic Team Такаси Иидзуки, он хотел, «чтобы Шэдоу выделялся как персонаж». 12 декабря для игры вышел загружаемый контент по мотивам фильма, в который входил уровень с Токио; на этом уровне Шэдоу выглядит так же, как и в фильме, и его вновь озвучивает Ривз. Для продвижения картины Ривз и Фаулер также дали интервью на шоу «CBS Mornings».

### Выход на носителях
«Соник 3 в кино» вышел на цифровых платформах 21 января 2025 года. 15 апреля фильм выйдет на DVD, Blu-ray и 4K Ultra HD Blu-ray. Издания на Blu-ray будут продаваться в том числе в стилбуке.

## Восприятие

### Кассовые сборы
По состоянию на 4 марта 2025 года «Соник 3 в кино» собрал 235,7 млн $ в США и Канаде и 250,4 млн $ на территории других стран, в общей сложности собрав 486,1 млн $ по всему миру.
В США и Канаде «Соник 3 в кино» вышел в прокат одновременно с фильмом «Муфаса: Король Лев», и предполагалось, что фильм соберет 55—60 млн $ в 3800 кинотеатрах. На премьерных показах в четверг картина собрала 6,5 млн $, что стало рекордом для серии. В пятницу фильм заработал 25,7 млн $, что немного меньше, чем у «Соника 2 в кино» (26,3 млн $). По итогам трёхдневного уик-энда сборы составили 60,1 млн $, что позволило ленте возглавить прокат и показать второй лучший старт для фильма с рейтингом PG, вышедшего в декабре, со времён картины «Хроники Нарнии: Лев, колдунья и волшебный шкаф» (65,6 млн $).
Во второй уик-энд «Соник 3 в кино» сохранил лидерство, собрав 37 млн $. На тот момент сборы в США составляли $ 136 млн, благодаря чему общие сборы всех картин с участием Ривза превысили $ 3 млрд. В третьи же выходные фильм всё же уступил «Муфасе», собрав 21,4 млн $. На следующей неделе лента, заработав 11,3 млн $, сместилась уже на третье место, уступив не только «Муфасе», но и фильму «Охота на воров 2: Пантера». К 19 января 2025 года «Соник 3 в кино» обошёл своего предшественника и заработал 420 млн $. В свой шестой уик-энд фильм собрал 10,6 млн $. В седьмые выходные сборы достигли отметки в $ 462,5 млн. Таким образом картина заняла второе место в списке самых кассовых экранизаций видеоигр, оказавшись между лентами «Покемон. Детектив Пикачу» (2019) и «Братья Супер Марио в кино» (2023).

### Отзывы критиков
По данным агрегатора Rotten Tomatoes, 
85 % из 143 обзоров были положительными, со средней оценкой 6,6 из 10. Сайт обобщает мнения критиков так: «Имея при себе двойную дозу кривляний Джима Керри и молниеносный темп под стать главному герою, „Соник 3 в кино“ становится на данный момент лучшим фильмом этой приятной франшизы». В данный момент «Соник 3 в кино» является самым высокооценённым фильмом по мотивам видеоигр, разделяя первое место с лентой «Оборотни внутри» (2021). На Metacritic средневзвешенная оценка фильма составляет 56 баллов из 100 на основе 28 рецензий, что соответствует критерию «смешанные или средние отзывы». Зрители, опрошенные для CinemaScore, дали картине среднюю оценку «A» по шкале от «A+» до «F», а сервис PostTrak опубликовал 89 % положительных отзывов. Российский агрегатор рецензий «Критиканство» присвоил фильму 71 балл из 100 на основе пяти рецензий.
Критики восторженно приняли актёрскую игру Ривза и Керри. В своей рецензии для Variety Оуэн Глейберман заявил, что «глубочайшие резонансные тона» Ривза заставляют зрителей сопереживать Шэдоу, а Джим Керри в роли двух Роботников превзошёл все свои предыдущие работы. Screen Rant назвал роль Шэдоу в исполнении Киану Ривза самой яркой в фильме и добавил, что актёр блестяще передал боль персонажа. Журналист ComicBook.com Марк Дешам в своей рецензии отметил, что Ривз прекрасно озвучил Шэдоу, чья мрачность и задумчивость сочетаются с юмором всей картины. Хотя Роботники, по его мнению, выполняли в основном комическую функцию, их взаимоотношения дополняли характеры Айво и агента Стоуна, а также заявил, что в фильме вышел отличный финал для Айво. Гленн Кенни из The New York Times считает, что Ривз придал Шэдоу «подходящий эмо-настрой», а также хвалит «виртуозную двойную роль» Керри.
Журналист The A.V. Club Мэтт Донато пишет, что Ривз привносит в актёрский состав «стоической мрачности», а двойная роль Керри «безумна»; The Hollywood Reporter отметил, что Ривз, как и в случае с Джоном Уиком, добавляет персонажу серьёзности, а «тихое высокомерие» делает Шэдоу «ещё страшнее из-за отсутствия явной угрозы». Журналист похвалил шутки Керри, но к остальным вернувшимся человеческим персонажам у него остались вопросы. По мнению рецензента Polygon, «восхитительно безумный мюзикл на двоих персонажей, сыгранных одним актёром» в исполнении Керри контрастирует с «искренностью» Ривза, который смог сделать из Шэдоу «по-странному приятный крошечный комочек боли». В то же время The Guardian более резко высказался об игре большинства актёров и заявил, что без Керри фильм был бы «намного, намного хуже», а Deadline Hollywood счёл разрушение четвёртой стены от Керри не особо впечатляющим по сравнению с тем, как это делает Райан Рейнольдс в роли Дэдпула.
Режиссура Фаулера и компьютерная графика критикам пришлись по душе. Донато заявил, что работа Фаулера сделала сюжет фильма «удобоваримым»; Deadline Hollywood посчитал, что Фаулер слегка переборщил с масштабностью проекта, но при этом он добавил, что зрители этого не заметят; а по мнению Screen Rant, Фаулеру удалось эмоционально и увлекательно передать историю Шэдоу. По мнению Донато, анимация сделана настолько качественно и единообразно, что нельзя сказать, что над проектом работало шесть разных студий. Кенни назвал «бомбическими» «изобилующие компьютерной графикой орудия смерти и разрушения». Эй Эй Дауд из IGN посчитал графику в этом фильме серии «намного более приятной». IndieWire раскритиковал графику, посчитав, что персонажи никогда не вписываются ни в один момент, а работу Фаулера назвал посредственной.

## Будущее
В сентябре 2024 года продюсер Тоби Ашер заявил о намерении снять дополнительные фильмы о Сонике. Эльба и Ривз выразили заинтересованность в спин-оффе с участием их персонажей. В декабре 2024 года началась разработка четвёртого фильма о Сонике, выход которого запланирован на 19 марта 2027 года. Несмотря на очевидную смерть своего персонажа в «Сонике 3 в кино», Керри в январе 2025 года заявил, что он готов вернуться для четвёртой части при условии, что его заинтересует его сюжет.

## Комментарии
1. ↑  Игра Sonic the Hedgehog разработана компанией Sonic Team и издана Sega; программист — Юдзи Нака, руководитель проекта — Хирокадзу Ясухара, художник — Наото Осима[1][2].
2. ↑  В прокат стран СНГ фильм вышел под названием «Со́ник в кино́ 3»[9].
3. ↑  События фильма «Соник в кино» (2020).